# La Balanguera
La Balanguera es el himno oficial de Mallorca. Es una adaptación del poema de Joan Alcover (1854–1926) que a su vez se había servido de una antigua y popular canción infantil mallorquina para inspirarse. La música es obra del compositor catalán Amadeo Vives y en 1996 el Consejo Insular de Mallorca lo elevó a himno de la isla.

## Letra y traducción
| Catalán | Traducción al español | Adopción en inglés |
| La Balanguera misteriosa, com una aranya d'art subtil, buida que buida sa filosa, de nostra vida treu el fil. Com una parca bé caviŀla teixint la tela per demà La Balanguera fila, fila, la Balanguera filarà. Girant l'ullada cap enrera guaita les ombres de l'avior, i de la nova primavera sap on s'amaga la llavor. Sap que la soca més s'enfila com més endins pot arrelar La Balanguera fila, fila, la Balanguera filarà. De tradicions i d'esperances tix la senyera pel jovent com qui fa un vel de noviances amb cabelleres d'or i argent de la infantesa qui s'enfila de la vellura qui se'n va. La Balanguera fila, fila, la Balanguera filarà. | La Balanguera misteriosa como una araña de arte sutil, vacía que vacía la rueca, de nuestra vida saca el hilo. Como una parca que bien cavila, tejiendo la tela para el mañana. La Balanguera hila, hila, la Balanguera hilará. Girando la vista hacia atrás vigila las sombras del abolengo, y de la nueva primavera sabe donde se esconde la semilla. Sabe que la cepa más trepa cuanto más profundo puede arraigar. La Balanguera hila, hila, la Balanguera hilará. De tradiciones y de esperanzas teje la bandera para la juventud como quien hace un velo de bodas con cabellos de oro y plata de la infancia que trepa de la vejez que se va La Balanguera hila, hila, la Balanguera hilará. | O mysterious Balanguera, like a spider of fine art, her spinning wheel emptieth and off our lives it pulleth. Like a Parca she pondereth, and seweth well tomorrow’s cloth. The Balanguera spinneth, spinneth, shall the Balanguera spin. Her glimpse to history she turneth, O’er shades of ancestry she watcheth, and the new spring she owneth; Of the seed’s cover she knoweth, and that the stump can climb higher, and the deeper its roots can go. The Balanguera spinneth, spinneth, shall the Balanguera spin. Of traditions and of hopes The flag for the youth she weaveth as one who a wedding veil prepareth with hairs of gold and silver of the cradle that groweth of the old age that departeth. The Balanguera spinneth, spinneth, shall the Balanguera spin. |